# Halo: The Master Chief Collection
Halo: The Master Chief Collection é uma compilação de jogos eletrônicos de tiro em primeira pessoa da série Halo, originalmente lançada em novembro de 2014 para o Xbox One e, posteriormente, no Windows entre 2019 e 2020. Uma versão aprimorada foi lançada para o Xbox Series X|S em novembro de 2020. A coleção foi desenvolvida pela 343 Industries em parceria com outros estúdios e foi publicada pela Xbox Game Studios. A coleção consiste em Halo: Combat Evolved Anniversary, Halo 2: Anniversary, Halo 3, Halo 3: ODST, Halo: Reach e Halo 4, que foram originalmente lançados em plataformas Xbox anteriores.
Cada jogo da Master Chief Collection recebeu uma atualização gráfica, com o Halo 2 recebendo uma reformulação completa em alta definição de seu áudio e cutscenes que são exclusivas da coleção. O jogo inclui acesso à série em live-action Halo: Nightfall, bem como ao beta multijogador de Halo 5: Guardians, disponível por tempo limitado. O modo multijogador da coleção apresenta todos os mapas lançados originalmente com cada jogo, incluindo seis mapas de Halo 2 refeitos do zero.
Os críticos geralmente elogiaram The Master Chief Collection por seus visuais e áudio atualizados, bem como por sua quantidade de conteúdo, mas criticaram seus aspectos de multijogador devido a um número significativo de bugs e a experiências ruins de matchmaking. Muitos desses problemas técnicos foram corrigidos posteriormente em patches pós-lançamento.

## Jogabilidade

No modo campanha de Halo 2: Anniversary, os jogadores podem alternar entre os gráficos do jogo original (parte superior) e os novos gráficos (parte inferior) com o pressionar de um botão.

The Master Chief Collection consistia originalmente de Halo: Combat Evolved Anniversary, a edição de aniversário de Halo 2, Halo 3 e Halo 4, completa com seu catálogo completo de extras, incluindo todos os mapas multijogador e modos de jogo. Não houve mudanças na história ou na jogabilidade dos lançamentos originais. Os jogos são de tiro em primeira pessoa com um combate veicular que ocorre na perspectiva de terceira pessoa. Todos os quatro modos de campanha podem ser jogados sozinhos ou cooperativamente via tela dividida ou Xbox Live. Cada campanha tem quatro níveis de dificuldade e acesso a modificadores de jogabilidade conhecidos como "Crânios".
Como em Combat Evolved Anniversary, os jogadores de Halo 2 podem trocar entre os gráficos originais e os atualizados rapidamente. Adições ao modo campanha de Halo 2 incluem 'Terminais' e novas cutscenes de prólogo e epílogo para vincular a série à estreia de Halo 5. Como apenas seis dos mapas multijogador do jogo foram remasterizados, existem dois modos multijogador de Halo 2. O modo multijogador de aniversário de Halo 2 usa os seis mapas remasterizados, enquanto o modo multijogador padrão de Halo 2 inclui todos os mapas lançados do jogo original com uma atualização gráfica completa, mas sem remasterização. O multijogador da coleção inclui listas de missões, listas de curadoria de níveis selecionados ao longo da série.
O menu Extras inclui acesso à série de vídeos em live-action Halo: Nightfall e ao beta multijogador de Halo 5: Guardians, até ele ser removido antes do lançamento do jogo. A compilação apresenta novas conquistas e todos os modos de dificuldade e reprodução são desbloqueados desde o início. O jogo foi lançado com um total de 4.000 Gamerscore distribuídos em 400 Conquistas - a maior quantidade de Gamerscore atribuída a um jogo desde sua introdução - com outros 500 Gamerscore, distribuídos em 50 Conquistas, sendo lançados em uma atualização de dia um. Com o lançamento de Spartan Ops, alguns meses depois, foram lançadas mais 50 conquistas, no valor de 500 Gamerscore. Em maio de 2015, outras 100 Conquistas, no valor de 1.000 Gamerscore, foram lançadas ao lado de Halo 3: ODST.

## Desenvolvimento
A coleção foi desenvolvida pela 343 Industries em conjunto com Certain Affinity, Ruffian Games, Saber Interactive, Blur Studio e United Front Games. Após o anúncio da The Master Chief Collection na Electronic Entertainment Expo 2014, Phil Spencer, chefe da divisão Xbox da Microsoft, afirmou que a coleção começou originalmente como apenas uma remasterização de Halo 2 para comemorar seu aniversário de 10 anos. A 343 Industries decidiu que seria uma grande oportunidade para lançar os outros títulos principais de Halo para o Xbox One, em preparação para o lançamento em 2015 de Halo 5: Guardians. Todos os jogos rodam a 60 quadros por segundo e receberam atualizações de iluminação; todos, exceto o remake de Halo 2, têm uma resolução nativa de 1080p. Em 18 de outubro de 2014, o jogo foi declarado em fase ouro, indicando que estava sendo preparado para publicação e lançamento.
Combat Evolved Anniversary é baseado na remasterização em alta definição do jogo original, lançado em 2011 para o Xbox 360. Os recursos de Kinect da versão de Xbox 360 não são suportados na coleção Xbox One. Os recursos 3D estereoscópicos da versão de Xbox 360 não são suportados na coleção de Xbox One. A Ruffian Games foi responsável pelo desenvolvimento dos portes de Halo 3 e Halo 4. Halo 3 e Halo 4 receberam apenas uma atualização simples de iluminação e um aumento na taxa de quadros e na resolução de renderização. A 343 Industries projetaram as interfaces e as redes online. A United Front Games trabalhou na interface unificada que funciona em todos os jogos. Coincidindo com o lançamento da The Master Chief Collection, a 343 Industries desenvolveu o Halo Channel, um aplicativo para Xbox One e Windows 10. É um sucessor do aplicativo Halo Waypoint lançado no Xbox 360. O aplicativo de Xbox One está integrado à coleção, permitindo que os jogadores acessem Halo: Nightfall e as animações do "Terminal", desbloqueiem recompensas pelo jogo e iniciem os jogos diretamente no aplicativo.

### Halo 2: Anniversary

Uma comparação dos modelos de personagens originais do jogo (parte superior) e novos modelos de personagens (parte inferior).

A Saber Interactive, que co-desenvolveu Combat Evolved Anniversary, prestou assistência no remake da campanha de Halo 2. Ele recebeu uma revisão visual completa. A trilha sonora e os efeitos sonoros do jogo, como o áudio das armas, também foram atualizados. As cutscenes refinadas de Halo 2, bem como duas novas cutscenes criadas para complementar a história de Halo 5: Guardians, foram produzidas pela Blur Studio. Eles apresentam a mesma estrutura e tempo dos originais, e a captura de movimento foi utilizada para a animação.
"Terminais", um recurso introduzido pela primeira vez em Halo 3, foram adicionados à campanha de Halo 2: Anniversary. Seu objetivo era criar um "tecido conectivo" para histórias dentro do universo de Halo que explora a relação entre as diferentes raças dentro do Covenant e cobre extensivamente os eventos retratados em Halo 2. Os terminais também deram à 343 Industries a oportunidade de apresentar o Spartan Locke, um personagem principal de Halo 5: Guardians. O estúdio de efeitos visuais The Sequence Groupp colaborou com a 343 Industries para fornecer a animação; o grupo já havia realizado trabalhos semelhantes em Combat Evolved Anniversary e em Halo 4. Vários dubladores reprisaram seus papéis, incluindo Keith David como Árbitro, John DiMaggio como Heretic Leader e Tim Dadabo como 343 Guilty Spark. Mike Colter deu a voz para o Spartan Locke.
Quando o projeto Halo 2: Anniversary ficou verde, o produtor executivo Dan Ayoub, da 343 Industries, procurou Max Hoberman, da Certain Affinity, para obter assistência no componente multijogador. Hoberman originalmente projetou o multijogador de Halo 2 e fundou a Certain Affinity depois de deixar a Bungie em 2006. Foi solicitado que a Certain Affinity refizesse vários mapas multijogador de Halo 2. A equipe achou difícil decidir quantos dos 24 mapas originais redesenhar e, eventualmente, se estabeleceu em seis - dois pequenos, dois médios e dois grandes - para fornecer alguma variação.
Junto com a atualização visual, a trilha sonora original de Halo 2 foi re-gravada com a Orquestra Sinfônica de São Francisco no estúdio Skywalker Sound. O guitarrista Steve Vai retornou à franquia para tocar em faixas adicionais com o guitarrista do Periphery, Misha Mansoor. A trilha sonora de Halo 2: Anniversary foi lançada em 11 de novembro de 2014.

## Lançamento
Em 9 de junho de 2014, Halo: The Master Chief Collection foi anunciado na Electronic Entertainment Expo com um trailer intitulado "Hunter and the Hunted". O trailer foi criado pela empresa de animação Digital Domain, que já havia colaborado em outros comerciais de Halo. O trailer recria um momento de Halo 2, no qual o Master Chief lança uma bomba em uma nave Covenant. É narrado por Keith David, que dubla o Árbitro. Vários outros trailers foram lançados antes do lançamento, mostrando as cinemáticas atualizadas e os terminais apresentados em Halo 2: Anniversary e a jogabilidade de todos os títulos da coleção. Em 31 de outubro de 2014, a 343 Industries lançou um documentário, Remaking the Legend – Halo 2: Anniversary, narrando a história de Halo 2 e o desenvolvimento de Halo 2: Anniversary; também apresenta entrevistas com desenvolvedores da Bungie e da 343 Industries. O documentário foi transmitido inicialmente no Twitch e posteriormente foi disponibilizado no Halo Channel, Xbox Video e YouTube.
Em agosto de 2014, a varejista britânica Game revelou duas edições especiais da The Master Chief Collection. A edição "Limitada" inclui uma capa steelbook, um livro de mapas e um modificador no jogo, enquanto a edição "Mjolnir" inclui todo o conteúdo da edição Limitada, juntamente com uma estátua de 30 cm do Master Chief. Em outubro de 2014, a Microsoft anunciou o bundle Master Master Collection Xbox One branco para o Brasil e outros "mercados selecionados". Um segundo bundle Xbox One contendo a coleção foi anunciado para lançamento nos Estados Unidos em março de 2015.
A coleção foi lançada em todo o mundo em novembro de 2014. A 343 Industries confirmaram que a coleção estaria disponível para download na Xbox Games Store no dia do lançamento. Um patch de 15 gigabytes foi lançado para aqueles que o encomendaram digitalmente pela Xbox Games Store em 6 de novembro de 2014. Os jogadores que encomendaram através da Xbox Games Store também receberam acesso antecipado ao Crânio "Boom", que fornece o dobro da física de explosão no modo campanha de Halo: Combat Evolved e Halo 2; ficou disponível para todos os outros usuários em 12 de dezembro de 2014.

## Pós-lançamento
No lançamento, muitos jogadores tiveram problemas com os modos de matchmaking online. A 343 Industries lançou inúmeras atualizações para resolver esses problemas. Em 24 de novembro de 2014, Bonnie Ross, chefe da 343 Industries, emitiu um pedido de desculpas público, notando questões "que resultaram em uma experiência frustrante, incluindo longos períodos de buscas no matchmaking e baixas taxas de sucesso nas sessões". Em 19 de dezembro de 2014, a Microsoft anunciou que, como um pedido de desculpas pelos problemas, daria um mês grátis de Xbox Live Gold, um avatar e placa de identificação especiais e uma cópia para download gratuita da campanha de Halo 3: ODST para aqueles que jogaram o jogo entre seu lançamento e 19 de dezembro de 2014. O modo campanha de ODST foi lançado ao público em 30 de maio de 2015 e, com ele, 100 conquistas adicionais. Está disponível para compra separadamente para aqueles que não são elegíveis para um código gratuito para o complemento.
Spartan Ops, o conteúdo episódico originário de Halo 4, foi lançado como conteúdo para download gratuito na The Master Chief Collection em 22 de dezembro de 2014. Conquistas adicionais para Spartan Ops e o modo multijogador foram lançadas em 8 de janeiro de 2015.
Halo: Nightfall - uma série de vídeos digitais episódicos semanais, dirigidos por Sergio Mimica-Gezzan e produzidos por Ridley Scott - lançados logo após o lançamento da coleção. A série foi projetada para conectar as histórias dos jogos anteriores de Halo ao próximo Halo 5. O beta de Halo 5 foi lançado em 29 de dezembro de 2014 e durou até 18 de janeiro de 2015.
Com o lançamento de The Master Chief Collection, a Microsoft e a 343 Industries anunciaram uma liga oficial competitiva de jogos, a Halo Championship Series (HCS). A 343 Industries fez parceria com a Electronic Sports League, a plataforma de live streaming Twitch e outros organizadores de torneios para promover a comunidade competitiva multijogador em Halo. A primeira temporada de HCS, com o multijogador de Halo 2: Anniversary, foi lançada em novembro de 2014 e durou até março de 2015. Serviu como uma plataforma de testes para ideias e planos futuros que a 343 Industries possuía para o e-sports em Halo 5.

Em abril de 2018, o MCC Insider Program foi lançado para testar as próximas alterações na The Master Chief Collection, especialmente as várias melhorias em sua interface e nos modos multijogador. Como parte das várias mudanças, a 343 Industries introduziu patches para readicionar as bem-conhecidas falhas de Halo 2, como o golpe de espada que faz voar em sua campanha, o que levou ao aumento de interesse em fazer speedrun no jogo. Em 27 de agosto de 2018, as alterações foram publicadas para todos os jogadores.
Em agosto de 2020, a 343 Industries anunciou que o crossplay entre Xbox e PC estará disponível até o final de 2020, com matchmaking em dispositivo de entrada.

### Lançamento no Microsoft Windows
Em 12 de março de 2019, após uma série de teases, a Xbox Game Studios anunciou na live stream do Inside Xbox que The Master Chief Collection chegaria ao Windows através da plataforma de distribuição digital Steam, além da Microsoft Store. A Splash Damage e a Ruffian Games ajudaram a 343 Industries no desenvolvimento do porte. A Xbox Game Studios planeja lançar os jogos individuais da coleção separadamente, começando com Halo: Reach e depois procedendo cronologicamente a partir de Combat Evolved. Com esse anúncio, os escritórios da 343 Industries em Redmond, Washington, ficaram sobrecarregados com pedidos de entrega de pizza de usuários anônimos, principalmente do Reddit.
A coleção foi lançada no Steam e na Microsoft Store em 3 de dezembro de 2019. Apenas Halo: Reach era jogável no lançamento, mas os títulos subsequentes foram disponibilizados no ano seguinte. A 343 Industries se propôs a ter a coleção jogável no PC antes do lançamento de Halo Infinite em 2021. Essa meta foi alcançada com o lançamento da versão para PC de Halo 4 em 17 de novembro de 2020.
| Título                           | Data de lançamento     |
| -------------------------------- | ---------------------- |
| Halo: Reach                      | 3 de dezembro de 2019  |
| Halo: Combat Evolved Anniversary | 3 de março de 2020     |
| Halo 2: Anniversary              | 12 de maio de 2020     |
| Halo 3                           | 14 de julho de 2020    |
| Halo 3: ODST                     | 22 de setembro de 2020 |
| Halo 4                           | 17 de novembro de 2020 |

### Lançamento no Xbox Series X|S
A versão de console aprimorada da coleção foi lançada em 17 de novembro de 2020 para Xbox Series X e Xbox Series S. Ela contou com várias melhorias, incluindo alguns recursos introduzidos com o lançamento para PC um ano antes, como o campo de visão e opções de alta taxa de quadros e suporte para resolução 4K no Xbox Series X.

## Recepção
Halo: The Master Chief Collection recebeu críticas geralmente positivas. O site de análises agregadas GameRankings deu uma média de 86.59%. Enquanto o Metacritic deu uma pontuação de 85 de 100, com base em críticas de 69 críticos. As críticas elogiaram os gráficos, a taxa de quadros e o conteúdo incluído no pacote, mas criticaram os problemas de matchmaking que impediam os jogadores de jogar modos multijogador online no dia do lançamento.
Os problemas técnicos afetaram profundamente a experiência online do jogo. Paul Tassi, da Forbes escreveu que o jogo no lançamento "era simplesmente quebrado" e, embora tenham sido feitas melhorias, "pode muito bem ser o pior lançamento de jogo importante em uma década". Stuart Andrews, da Trusted Reviews, comentou que "Halo 3 parece surpreendentemente datado" quando comparado ao restante da coleção, principalmente Halo 2 e Halo 4.
Após o anúncio de Halo: Reach sendo adicionado a Halo: The Master Chief Collection e o anúncio do jogo no Windows, a 343 Industries recebeu pizzas dos fãs como um sinal de agradecimento. Brian Jarrard, diretor comunitário da 343 Industries, acabou implorando aos fãs que parassem de enviar pizzas, pois o número de pizzas entregues estava se tornando avassalador.